# 11152 Oomine
11152 Ōmine eller 1997 YH5 är en asteroid i huvudbältet som upptäcktes den 25 december 1997 av den japanska astronomen Takao Kobayashi vid Ōizumi-observatoriet. Den är uppkallad efter det japanska berget Ōmine.